# Anumeta fractistrigata
Anumeta fractistrigata är en fjärilsart som beskrevs av Alphéraky 1883. Anumeta fractistrigata ingår i släktet Anumeta och familjen nattflyn. Inga underarter finns listade i Catalogue of Life.